# Des Teufels Bad
Des Teufels Bad (Titolo internazionale: The Devil's Bath) è un film del 2024 scritto e diretto da Veronika Franz e Severin Fiala.

## Trama
Alta Austria, 1750. Dopo aver sposato uno sconosciuto, Agnes fatica ad adattarsi alla sua nuova vita.

## Produzione
Le riprese si sono svolte nell'arco di oltre quaranta giorni tra il 1º novembre 2021 e il 29 gennaio 2022, in località quali Litschau, la Bassa Austria e la Renania Settentrionale-Vestfalia. Oltre quattrocento comparse sono state coinvolte.

## Promozione
Il primo trailer del film è stato distribuito il 22 gennaio 2024.

## Distribuzione
Il film è stato presentato in concorso alla 74ª edizione del Festival internazionale del cinema di Berlino il 20 febbraio 2024, prima di essere distribuito nelle sale austriache dall'8 marzo seguente.

## Accoglienza
Su Rotten Tomatoes, il film ha un indice di gradimento del 90% basato su 58 recensioni, con una valutazione media di 7,8/10.

## Riconoscimenti
- 2024 – Festival internazionale del cinema di Berlino[6][7]
  - In concorso per l'Orso d'oro